# Bocairent
Bocairent település Spanyolországban, Valencia tartományban. Bocairent Agres, Alcoy, Alfafara, Banyeres de Mariola, Cocentaina és Ontinyent községekkel határos. Lakosainak száma 4148 fő (2024).

## Népesség
A település népessége az utóbbi években az alábbiak szerint változott:
| Lakosok száma | 4496 | 4496 | 4444 | 4541 | 4456 | 4335 | 4271 | 4195 | 4123 | 4148 |
|               | 2001 | 2004 | 2007 | 2009 | 2012 | 2014 | 2017 | 2019 | 2022 | 2024 |